# Danas (Zagreb)
Danas  je bio hrvatski politički tjednik.

## Povijest
List je izlazio od 1982. do 1992. Izašlo je 537 brojeva. 
Dokidanjem Vjesnika u srijedu 1977. novinska kuća Vjesnik ostala je bez političkog tjednika. VUS s glavnim urednikom Krešimirom Džebom i političkom komentatoricom Nedom Krmpotić bio je percipiran kao "proljećarska" (ili, s druge strane gledano, "maspokovska") ideološka perjanica, pa je u "čistki" nakon unutrašnjeg obračuna komunista na 21. sjednici Predsjedništva SKJ u Karađorđevu 1971. "očišćeno" i uredništvo VUS-a. Tjednik je nakon toga izgubio vjerodostojnost i publiku, pa je nakon sve većih gubitaka i dokinut. Vjesnikovoj kući je trebao politički tjednik, ali on je istodobno morao biti i vjerodostojan (da bi privukao čitatelje) i sklon politici SKJ, što je postajala sve teža zadaća. Prvi čovjek SKJ u Hrvatskoj Vladimir Bakarić javno je izrazio skepsu da je to moguće.
Vodstvo Vjesnikove kuće, koje je predvodio Marinko Gruić, formiralo je Radnu grupu za Politički tjednik, kojoj je na čelo postavilo Jožu Vlahovića, a u njoj su bili još Dražen Vukov Colić, Mladen Maloča, Tomislav Krešo Špeletić, Viktor Knivald, Ivo Jakovljević, Gojko Marinković i drugi. 
Politički tjednik je pokrenut 1982., u političkoj situaciji nakon Titove smrti, kada je s jedne strane izbijao pluralizam u redovima Saveza komunista, a istodobno su jačale tenzije među jugoslavenskim republika, odnosno njihovim partijskim vodstvima. Dobio je ime Danas, po istoimenu Krležinu časopisu, kao znak za koji se tip orijentacije unutar hrvatske ljevice tjednik opredjeljuje. Uredništvo nije bilo idejno ni politički monolitno.
Danas se ubrzo našao u sukobu s politikom Slobodana Miloševića te s dijelom partijskog vodstva u Hrvatskoj. Osobito je oštar bio sukob s Borislavom Mikelićem u Petrinji. Partijsko vodstvo pokrenulo je unutar Osnovne organizacije SKH u Danasu stegovni postupak protiv vodećih urednika, od reda članova Partije. Drugarsko vijeće je dogovorilo kompromis s izaslanikom Predsjedništva Centralnog komiteta Mladenom Žuvelom da se urednici kazne opomenama, što bi im omogućilo da ostanu na čelu tjednika. Nezadovoljno time, hrvatsko partijsko vodstvo je potkraj 1983. istjeralo iz Danasa i urednike koji su mu se zamjerili i predsjednika Drugarskog vijeća. Izbačeni su iz tjednika (ali ne i s posla) Joža Vlahović, Mladen Maloča, Dražen Vukov Colić, te Inoslav Bešker (Vlahović i Bešker u dnevnik Vjesnik, Maloča i Vukov Colić u dvotjednik Start).  Kao "zdrave snage" su dovedeni Živko Milić Štrkalj za glavnog urednika te ekipa mlađih novinara, koja se ni sama nije dugo održala, tim prije što je Danas, koji je pod Vlahovićem dobro poslovao, izgubio na prodanoj nakladi i upao u financijske poteškoće. 
Bez obzira na izmjene uredničkih ekipa i uređivačkih koncepcija, Danas nije više postigao popularnost koju imao prve dvije godine, a kamoli popularnost VUS-a. I takav nije bio po volji državnom čelništvu nakon demokratskih promjena, pa je ukinut 1992.
Dio dotadašnjih Danasovih novinara pokušao je te iste 1992. na iskustvima Danasa pokrenuti Novi Danas, s Mladenom Maločom kao glavnim urednikom, u nakladi Tedeschijeva Atlantic Papera. List je sudski zabranjen nakon drugog broja po tužbi vlasnika imena Danas, ali kad je ta zabrana pala kao protuzakonita, na Tedeschija su počeli ekonomski pritisci i zatvaranje tržišta, pa je tjednik obustavljen u rujnu iste godine, nakon 17 brojeva.

## Glavni urednici
- Joža Vlahović 1982. – 1983.
- Živko Milić 1983. – 1987.
- Mirko Galić 1987. – 1988.
- Vesna Blüml-Mihaljević 1988.
- Dražen Vukov Colić 1988. – 1991.
- Mladen Maloča 1991. – 1992.

## Poznati suradnici
Tomislav Krešo Špeletić, 
Aleksandar Cvijanović, 
Ivo Jakovljević, 
Mladen Maloča, 
Jelena Lovrić, 
Gojko Marinković, 
Meri Štajduhar, 
Jadranko Sinković, 
Tanja Torbarina, 
Miroslav Lazanski, 
Momčilo Đorgović, 
Vjekoslav Grabarić, 
Mihail Ničota, 
Inoslav Bešker, 
Dalibor Foretić, 
Mirko Ilić, 
Vican Vicanović, 
Danijel Popović, 
Davor Paljevec, 
Nenad Ivanković, 
Maja Razović, 
Jasmina Kuzmanović, 
Ante Gugo.

## Poveznice
- Hrvatska novinska izdanja